# Notre-Dame de Consolation (barque catalane)
Notre-Dame de Consolation est une barque catalane à voile latine,  construite en 1913 par le chantier naval Laurent Ferrer de Collioure et armée à la pêche jusqu'en 1988.
Son immatriculation est PV 310949 (quartier maritime de Port-Vendres). 
Notre-Dame de Consolation fait l'objet d'un classement au titre des monuments historiques depuis le 21 mai 1992.

## Histoire
Cette barque catalane est aussi appelée « sardinal » car principalement armée pour la pêche à la sardine et à l'anchois. Son gréement est une voile latine.
En 1924, elle est équipée d'un moteur à essence Castillo. En 1940, elle est équipée pour la pêche au lamparo.
En 1942, elle est réquisitionnée par les Chantiers de jeunesse à Banyuls-sur-Mer puis devient la propriété de la Marine nationale. À la libération elle passe sous l'autorité de l'Éducation nationale qui la laisse à l'abandon. Elle reprend du service avec différents pêcheurs professionnels jusqu'en 1985. Désarmée elle fait office de ponton devant la cathédrale d'Agde.
Des passionnés de barque traditionnelle, René Conte, Jacques Portes et Michel Juncy la rachètent en 1988. Une restauration lourde est entreprise par les 3 associés, dans l'atelier du charpentier de marine (mestre d'aixa) René Conte à son domicile de Saint-Jean-Lasseille durant quatre années.
Notre-Dame de Consolation est présente au rassemblement de Brest 1992 et remporte le 4e prix au concours: " Bateaux des côtes de France"
Elle navigue dans tout le bassin de méditerranée occidentale. Classée depuis cette date aux Monuments historiques elle est l'emblème du patrimoine maritime catalan.